# Коронавірусна хвороба 2019 в автономному регіоні Бугенвіль
Епідемія коронавірусної хвороби 2019 в автономному регіоні Бугенвіль — це поширення пандемії коронавірусної хвороби 2019 на територію автономного регіону Бугенвіль, який є спеціальною територією у складі Папуа Нової Гвінеї. Перший випадок хвороби на території автономії зареєстровано 7 серпня 2020 року в місті Арава. Перший задокументований випадок COVID-19 на Бугенвілі зареєстрований безпосередньо перед початком загальних і президентських виборів на Бугенвілі, які тривали протягом 3 тижнів, починаючи з 12 серпня,. і закінчуючи 1 вересня 2020 року.

## Хронологія
1 серпня 2020 року автономний уряд Бугенвіля почав обмежувати авіасполучення з рештою Папуа Нової Гвінеї після нового сплалаху випадків коронавірусної хвороби у Папуа Новій Гвінеї. Хоча надзвичайний стан, пов'язаний із COVID-19, уже діяв, пасажири могли прилітати в аеропорт Бука та аеропорт Аропа з Папуа-Нової Гвінеї з початку червня 2020 року. Починаючи з 1 серпня, рейси на Бугенвіль здійснювалися лише або з метою медичної евакуації, або схваленими чартерними рейсами. Уряд також повинен був надавати дозвіл будь-кому, хто хоче вилетіти з острова. Лише одному вантажному літаку було дозволено приземлятися на Бугенвілі щотижня.
У п’ятницю, 7 серпня 2020 року, уряд автономного Бугенвіля підтвердив перший випадок COVID-19 на острові. Першим хворим став 22-річний студент коледжу. Студент повернувся до міста Бука на Бугенвілі через аеропорт Бука з Порт-Морсбі, столиці Папуа Нової Гвінеї. Після цього він поїхав до центрального району Бугенвіля, де й отримав позитивний результат тестування на COVID-19. Після ідентифікації хворого помістили на карантин у місті Арава. Проведено відстеження контактів хворого, щоб знайти осіб, з якими цей чоловік міг контактувати.
У серпні 2020 року уряд почав вимагати від операторів і водіїв громадських транспортних засобів вести щоденну реєстрацію всіх пасажирів, щоб допомогти відстежити контакти хворих. Громадський автомотранспорт є основним видом громадського транспорту на Бугенвілі. Уряд автономного Бугенвілю також заборонив поїздки між різними місцевостями та виборчими округами на 4 дні, починаючи з 12 серпня 2020 року, щоб зупинити будь-яке потенційне поширення COVID-19.
Підтверджена поява COVID-19 в автономному регіоні Бугенвіль відбулося безпосередньо перед початком загальних і президентських виборів на Бугенвілі 2020 року, які розпочалися 12 серпня 2020 року. Комісар Ігнатіус Науру з Офісу виборчого округу Бугенвіль сказав, що під час тритижневих виборів вживались заходи для інформування виборців про COVID-19. Усі працівники дільниць мали користуватися засобами індивідуального захисту, такі як маски та рукавички, а виборці мали дезінфікувати руки на виборчій дільниці. Виборців також попросили принести власні ручки, щоб заповнити свої бюлетені.
У березні 2021 року спікер палати представників Конгресу Бугенвіля Саймон Пентану підтвердив, що у нього діагностували COVID-19, і він розпочав 14-денний карантин.
20 квітня 2021 року на Бугенвілі підтверджено першу смерть від COVID-19. Крім того, органи охорони здоров'я підтвердили, що в автономному регіоні було загалом 284 випадки хвороби, з яких 254 одужали.